# Ruunasaari (ö i Södra Savolax, S:t Michel, lat 61,72, long 27,00)
Ruunasaari är en ö i Finland. Den ligger i sjön Puula och i sjön Puula och i kommunen S:t Michel i den ekonomiska regionen  S:t Michel och landskapet Södra Savolax, i den södra delen av landet, 200 km nordost om huvudstaden Helsingfors. Öns area är 2,4 hektar och dess största längd är 260 meter i sydöst-nordvästlig riktning.